# Luvunga minutiflora
Luvunga minutiflora är en vinruteväxtart som beskrevs av Benjamin Clemens Masterman Stone. Luvunga minutiflora ingår i släktet Luvunga och familjen vinruteväxter. Inga underarter finns listade i Catalogue of Life.